# Scottish Division One 1899/1900
Desátý ročník Scottish Division One (1. skotské fotbalové ligy) se konal od 19. srpna 1899 do 17. března 1900.
Sezonu vyhrál potřetí ve své historii a obhájce z minulého ročníku klub Rangers FC. Nejlepším střelcem se stal opět Robert Hamilton (již potřetí za sebou) a William Michael, který vstřelili 15 branek.